# Gilbert Descossy
 (octobre 2008).
Si vous disposez d'ouvrages ou d'articles de référence ou si vous connaissez des sites web de qualité traitant du thème abordé ici, merci de compléter l'article en donnant les références utiles à sa vérifiabilité et en les liant à la section « Notes et références ».
Gilbert Descossy, né le 12 avril 1946  à Arles-sur-Tech (Pyrénées-Orientales), est un sculpteur français. Professeur d'éducation artistique de 1967 à 1994, il expose depuis 1980 une démarche artistique en utilisant le chewing-gum mâché. Il se déclare alors « sculpteur-denteleur-ciseleur ».
De 1996 à 2009 Gilbert Descossy, artiste itinérant, a résidé en Espagne, en Mauritanie, en Tunisie et au Maroc, de 2013 à 2017 au Portugal , à Sevilla jusqu'en décembre 2019. Depuis mars 2020 il réside  à Bruxelles.(St-Josse-Ten-Noode)
Il est citoyen du monde depuis 2002 (CI n° 184 012).

## Biographie
C'est à Al Asnam (aujourd'hui Chlef, Algérie) en 1970, que Gilbert Descossy, alors coopérant au lycée Es Salem, réalise ses premières sculptures buccales en chewing-gum. Mais il attendra 10 ans avant de montrer ce singulier travail.
En 1971, il expose ses gouaches « Ciels » au centre culturel français d'Alger. De retour en France, en 1973 la bibliothèque de Caen présente ses sculptures en chambre à air, gonflée, ficelée et peinte, et ses sculptures en mousse de polyester ficelée et peinte. Puis il réalise une série d'œuvres où octogone et symbolique des nombres sont les lignes directrices.
Sa rencontre avec les danseurs Thomas (1955-1993) et Manouche, lui permet de « mettre en espace » octogone et symbolique des nombres, dans des morceaux dansés de 9 min, dont Duo joué lors de la semaine de la danse contemporaine, en 1978, à la chapelle de la Salpétrière.
Fin 1980 sont présentées pour la première fois ses sculptures buccales à la librairie-galerie Le Marais Noir à Paris.
Henri-Marie Robert écrit dans Lyon-Magazine :
« En renonçant au travail manuel, à la main- qui est avec le cerveau, dont le langage l'une des deux conditions de l'aventure humaine-Descossy s'engage dans un cheminement corporel, où la mastication, la salive, la machinerie des dents ont toutes leur mot à dire. »
Mais Gilbert Descossy n'est pas seulement sculpteur de chewing-gum.
Constatant la quasi absence des artistes africains dans l'histoire contemporaine de l'art, il se travestit, en 1984 et 1985, en Africain vêtu de boubou, pagne et masque, composés de fragments reproduits d'œuvres d'artistes blancs (Picasso, Pollock, Manzoni, Matisse, Kandinsky, Mondrian, Klein, Buren, Toroni, Viallat, Ben…). Ainsi déguisé, il fréquente les vernissages des galeries et la Fiac, où il distribue un tract signé Anonyme du XXIe siècle.
Le 23 septembre 1985, il s'engage à réaliser quotidiennement et jusqu'au jour de sa mort, une sculpture en chewing-gum avec pour seuls instruments sa bouche, sa langue et ses dents, et d'écrire son journal, où se mêle la grande histoire du monde à la petite histoire de l'artiste. Aujourd'hui, plus de 13 000 sculptures buccales aussi appelées Paroles pétrifiées sont nées, créées en « aveugle et les mains dans les poches. » D'une bouche aussi savante que la main sont sortis des personnages, des crucifiés, des crânes, des alphabets, des dents, des phallus, des yeux, des clés, des cordelettes, etc., des petits objets de chewing-gum mâché, mis en scène dans des petites boîtes de bois et aussi sur des tablettes de bois mauritaniennes.
En 1988, Descossy associe sa démarche de sculpteur buccal à celle du danseur Thomas, aussi philosophe et cuisinier, dans la pièce Pas de deux possible jouée à la Ménagerie de verre, à Paris.
Avec B. Duval et A. Fave, il crée l'association montmARTre, pour participer au Festival de la Butte en juin 1989, où 20 artistes (Ben, J. Hubaut, Paella, J.-F. Bergez, Lefèvre Jean Claude, Aurèle…) sont réunis pendant deux jours sur la place Émile-Goudeau pour l'opération Place Titien.
En septembre 2000, la totalité de son travail de 1970 à 1985, ainsi que six années de 1985 à 2000, disparaissent dans l'incendie de son garde meuble.
En 2002, résidant à Nouakchott (Mauritanie), il se définit ironiquement « artiste missionnaire » (un artiste au service d'autres artistes afin de partager un moment de culture). Il organise, alors, la toute première exposition d'arts plastiques à l'université de Nouakchott en janvier 2003. Puis à Tunis, en 2008, il présente les œuvres de dix jeunes artistes tunisiens dans la cour de la bibliothèque des sciences des religions.

## Principales expositions personnelles et collectives
- 1971 : Centre culturel français Alger expo personnelle
- 1973 : Bibliothèque de Caen (Calvados) expo personnelle
- 1980 :
  - Galerie K.Pissarro[8], Paris
  - Galerie Lhermitte[8], Coutances
- 1983 : Le Consortium,La Limite  Dijon expo personnelle
- 1984 : « 48 à table » Galerie Lara Vincy.Paris
- 1987 : Centre d'art contemporain Le Mée (Seine-et-Marne)expo personnelle
- 1989 : « Les Nourritures de l'Art », Evry
- 1991 : Galerie J. Katuin, Groningen, Pays-Bas expo personnelle
- 1992 : « le vu, le dit, le consigné et le reste », Chateauroux
- 1994 et 1995 : Galerie J. Mercuri, Paris expos personnelles
- 1995 : CREA, Kingersheim (Haut-Rhin) expo personnelle
- 1996 : « Chimériques polymères », Mamac, Nice
- 1998 :
  - Galerie Artem, Quimper expo personnelle
  - « Ponctuations », musée municipal de Bourbon-Lancy (Saône-et-Loire)
- 2000 : Galerie Martagon, Malaucène (Vaucluse)
- 2000 et 2001 : « Marato de l'espectacle », Barcelone
- 2003 : Ligny en Brionnais (Saône-et-Loire) expo personnelle
- 2004 : Centre culturel français de Nouakchott (Mauritanie)expo personnelle
- 2006 : « Imagécrit », Bar-le-Duc
- 2009 :
  - « Donner à voir », galerie Satellite, Paris
  - « Qui n'a pas son masque », galerie Le cabinet d'amateur, Paris
- 2010 : « Déjà 25 ans », Le cabinet d'amateur, Paris expo personnelle
- 2011 : « Exposition interplanétaire », galerie Satellite, Paris
- 2012 : « Pan Total » galerie 59 rue de Rivoli Paris

« Fictions » galerie Satellite Paris
Présence dans le documentaire "Chewing-gum le mystère des bulles de gomme" de V. Silovic - ARTE
- 2013 : Mars « 10 000 & 25 jours » exposition personnelle IUT Ifs Université de Caen (Calvados)
- 2015 : « 30 ans - Déjà !? »   exposition personnelle Librairie Mazarine 75006 Paris
- 2017 : St ´Art Strasbourg (foire art contemporain) avec la galerie G.M Kahn
- 2020 : « Amer-Propos de clocher » Galerie Kahn Ars en Ré.
- 2021:  Centre Art Recyclart Molenbeek Bruxelles .expo personnelle
- 2022: "Tout un tas de curiosités" Galerie P.Peyre.Sète
- 2022: St'Art Strasbourg (Foire Art Contemporain) Galerie Kahn Ars en ré
- 2023: Hôte Gallery  Bruxelles

Artiste de la collection Archives Ruth and Marvin Sackner, Miami